# Will Davis
William E. Davis (Chicago, 17 de febrero de 1926) es un pianista de jazz.
Tras tocar en la territory band de Snookum Russell y con Paul Bascomb, Davis se incorporó a la banda de Howard McGhee en 1946. Grabó asimismo con Milt Jackson, Sonny Stitt y Wardell Gray in Detroit. Como el pianista del Crystal Bar, tocó con Coleman Hawkins, Lester Young, y Charlie Parker, junto con Miles Davis en 1953.
En la década de 1950, Davis se trasladó a Nueva York, donde tocó y grabó con el cuarteto de Kenny Burrell aunque no grabarían juntos hasta 1964, cuando grabaron en el estudio de Rudy Van Gelder en Englewood Cliffs.
En marzo de 1960, acompañó a Joe Henderson, Yusef Lateef, James Moody y Sonny Stitt en Detroit.

## Discografía
- 1948: The Howard McGhee Sextet with Milt Jackson - Howard McGhee, Jimmy Heath, Milt Jackson, Will Davis, Percy Heath, Joe Harris (Savoy MG 12026).[4]
- 1948: In the Beginning: Milt Jackson/Sonny Stitt - Willie Wells, Sonny Stitt, Milt Jackson, Will Davis, Jimmy Glover, Dave Heard, (Galaxy GXY 204).[4]
- 1959: Have Mood, Will Call . . . .Sue Records LP 1011 Will Davis, William Austin, Oliver Jackson.
- 1964: Soul Call - Kenny Burrell, Will Davis, Martin Rivera, Bill English, Ray Barretto.